# Цитоархитектоническое поле Бродмана 8

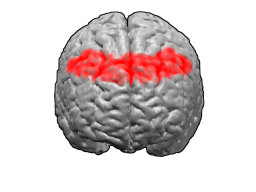
8-е цитоархитектоническое поле Бродмана

Цитоархитектоническое поле Бродмана 8 — область коры больших полушарий головного мозга, расположенная спереди премоторной зоны (поля Бродмана 6).
В области 8-го поля Бродмана находится центр произвольного движения глаз.

## Анатомия и гистология

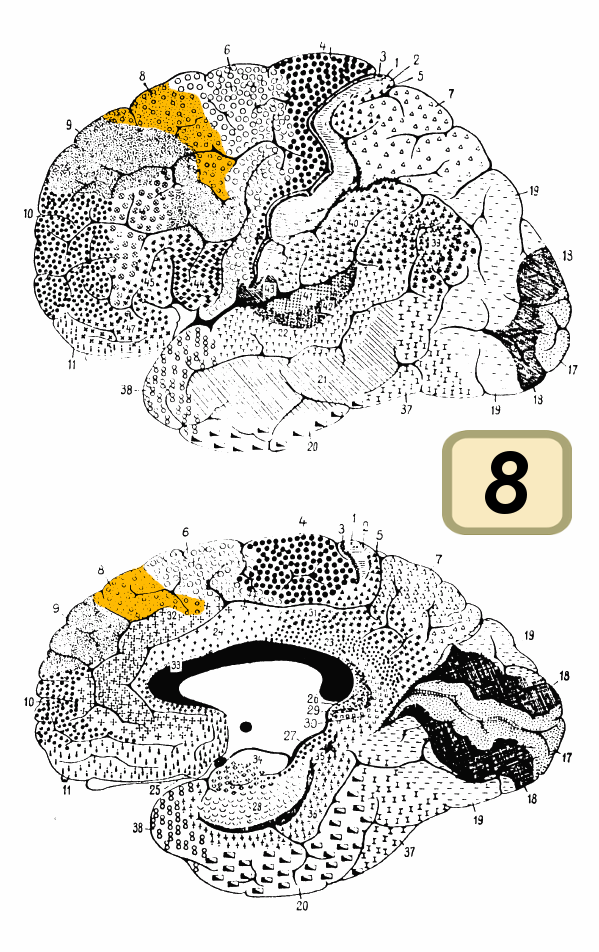
8-е цитоархитектоническое поле Бродмана

В 1909 году немецкий невролог Корбиниан Бродман опубликовал карты цитоархитектонических полей коры больших полушарий головного мозга.
Анатомически 8-е цитоархитектоническое поле Бродмана 8 располагается в задних отделах верхней и средней лобных извилин.
Особенностью гистологического строения 8-го цитоархитектонического поля Бродмана по сравнению с 6-м является наличие внутреннего зернистого слоя (IV слоя коры); слой пирамидальных клеток (III) содержит клетки среднего размера; V слой содержит большее количество пирамидальных клеток с включением ганглионарных; наружный зернистый (II) слой шире и клетки в нём расположены более компактно.

## Функция исемиотикапоражения
В области 8-го цитоархитектонического поля Бродмана располагается центр произвольного поворота глаз. Его разрушение или поражение вызывает паралич взора в сторону очага, больной «смотрит на очаг поражения». Обычно этот симптом бывает нестойким и появляется при остро возникающих процессах в лобной доле. При раздражении этой области возникают судорожные подёргивания глаз и головы в противоположную поражённому полушарию сторону. Такого рода припадки относятся к корковой, или джексоновской, эпилепсии.
При проведении функциональной МРТ отмечено, что активность коры полушарий головного мозга, соответствующая 8-му полю Бродмана увеличивалась при ответах на те вопросы, при которых исследуемый испытывает неуверенность. Движения глаз и мысленные процессы взаимосвязаны в связи с тем, что за них отвечают одни и те же нервные структуры.